# Valli di Comacchio
Valles de Comacchio (en italiano: Valli di Comacchio) es el nombre que recibe una serie de lagunas salobres contiguas situadas al sur de Comacchio, cerca de la costa adriática de la región de Emilia - Romagna, en el norte de Italia. Se encuentran dentro de la comuni de Comacchio y Argenta en la provincia de Ferrara y la comuna de Rávena, en la provincia de Ravenna .
La zona, que abarca casi 17.000 hectáreas dentro del Parco regionale del Delta del Po, el parque regional del Delta del Po, se clasifica como un lugar de importancia comunitaria y Zona de Especial Protección. También tiene importancia internacional por la Convención de Ramsar para la conservación y la utilización sostenible de los humedales.
El Valli di Comacchio es un complejo de lagunas y humedales que comprende cuatro cuencas principales, El Valle Lido di Magnavacca , el Valle de Fossa di Porto, el Valle Campo y el Valle Fattibello, y varios más pequeños.